# Toruńska Agenda Kulturalna
Toruńska Agenda Kulturalna (TAK) – samorządowa instytucja kultury założona w 2011 roku, zajmująca się organizacją wydarzeń kulturalnych w Toruniu i okolicach. Jest głównym zadaniem jest budowa kulturalnej marki Torunia. Do zadań Toruńskiej Agendy Kulturalnej należą organizacja: festiwali, przedsięwzięć artystycznych, warsztatów, zajęć z zakresu edukacji kulturalnej, imprez cyklicznych. Najważniejszymi wydarzeniami organizowanymi przez TAK są: Bella Skyway Festival (największy letni festiwal odbywający się w Toruniu), Festiwal Teatrów Ulicznych, koncerty w ramach cyklu Scena Letnia. Ponadto TAK zajmuje się wspieraniem organizacji pozarządowych i twórców lokalnych reprezentujących różne dziedziny sztuki. Siedziba TAK mieści się przy ul. Marii Konopnickiej 13/4. Zarządcą TAK jest Krystian Kubjaczyk.